# Eufrànor (filòsof pitagòric)
Eufrànor (grec antic: Eὐφράνωρ, llatí: Euphranor) fou un filòsof pitagòric grec esmentat per Ateneu de Nàucratis, que diu que va ser autor d'un llibre sobre flautes i músics de flauta (Περὶ αὐλῶν καί περὶ αὐλητῶν). Iàmblic esmenta un filòsof pitagòric de nom Evànor, que podria ser en realitat aquest Eufrànor.